# Sipyloidea brevialata
Sipyloidea brevialata är en insektsart som beskrevs av Ludwig Redtenbacher 1908. Sipyloidea brevialata ingår i släktet Sipyloidea och familjen Diapheromeridae. Inga underarter finns listade i Catalogue of Life.